# Вашингтон Стеканела Серкейра
Вашингтон Стеканела Серкейра (порт. Washington Stecanela Cerqueira, нар. 1 квітня 1975, Бразиліа) — бразильський футболіст, що грав на позиції нападника.
Виступав, зокрема, за «Сан-Паулу» та «Флуміненсе», а також національну збірну Бразилії.

## Клубна кар'єра
У дорослому футболі дебютував 1991 року виступами за команду «Кашіас», в якій провів шість сезонів. Після цього без серйозних успіхів грав за бразильські клуби «Інтернасьйонал», «Греміо», «Понте-Прета», «Кашіас» та «Парана».
2000 року став гравцем клубу «Понте-Прета», у складі якого у 2001 році став найкращим бомбардиром чемпіонату штату Сан-Паулу та Кубка Бразилії, проте жодного командного трофею так і не отримав.
2002 року Вашингтон покинув Бразилію і став гравцем турецького «Фенербахче». У турецькому чемпіонату він забив 10 голів в 17 іграх, але потім він був звільнений з команди через проблеми зі здоров'ям — на початку 2003 року йому був поставлений діагноз проблеми з серцем, який серйозно загрожував його футбольній кар'єрі. Вашингтон переніс операцію і після 14-місячної перерви повернувся на поле.
Першим клубом після відновлення для Вашингтона став «Атлетіку Паранаенсе», в якому він у сезоні 2004 року забив 34 голи в 38 матчах Серії А і став найкращим бомбардиром турніру, проте знову лишився без командного титулу, оскільки клуб став лише другим.

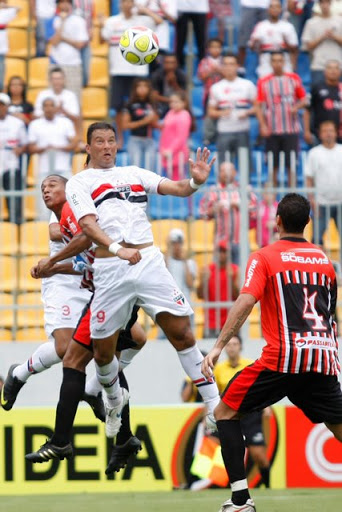
Вашингтон під час виступів за «Сан-Паулу». 2010 рік.

На початку 2005 року Вашингтон відправився до Японії, де став виступати за «Токіо Верді». Забивши 22 голи в 33 іграх він не зміг врятувати свій клуб від вильоту, хоча і виграв з ним свій перший командний трофей — Суперкубок Японії. По завершенні сезону перейшов в інший японський клуб «Урава Ред Даймондс», де провів два наступні сезони, вигравши в 2006 році золотий требл — чемпіонат, Кубок і Суперкубок Японії, а також з 26 голами Вашингтон став найкращим бомбардиром чемпіонату. У 2007 році команда вперше в історії виграла Лігу чемпіонів АФК, а також зайняла третє місце на клубному чемпіонаті світу, на якому Вашингтон з 3 голами став найкращим бомбардиром.
21 грудня 2007 року Вашингтон повернувся до Бразилії, щоб грати за «Флуміненсе». Його контракт був дійсний до кінця 2008 року і він закінчив той сезон у статусі найкращого бомбардира чемпіонату Бразилії з 21 голом, але його команда стала аж 14. А у розіграші Кубка Лібертадорес 2008, в якому його клуб «Флуміненсе» вперше у своїй історії вийшов у фінал турніру, де поступився ЛДУ Кіто, став другим бомбардиром своєї команди з 6-ма м'ячами (після Тьягу Невіса), хоча і не забив вирішальний післяматчевий пенальті. Після цього Вашингтон підписав контракт з «Сан-Паулу» до кінця сезону 2010 року. Відіграв за команду із Сан-Паулу наступні два сезони своєї ігрової кар'єри. У складі «Сан-Паулу» був одним з головних бомбардирів команди, маючи середню результативність на рівні 0,49 голу за гру першості.

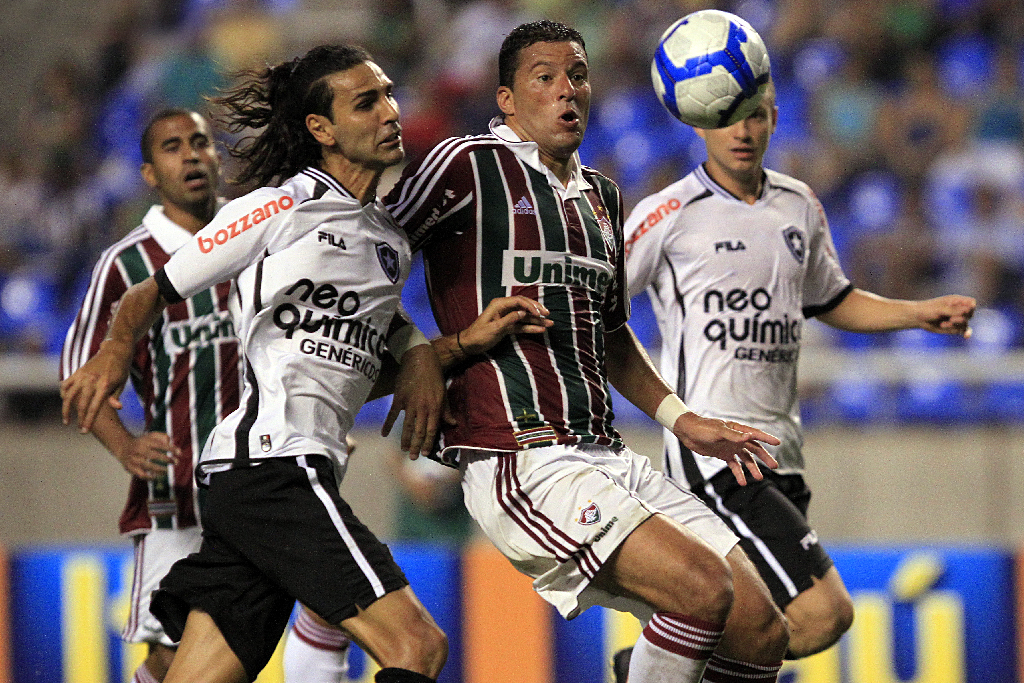
Вашингтон (в центрі) під час виступів за «Флуміненсе». 2010 рік

27 липня 2010 року Вашингтон повернувся до «Флуміненсе», в якому зіграв головну роль в перемозі команди в Серії А сезону 2010, забивши 10 голів і будучи на полі у грі, яка гарантувала чемпіонство команди (в останній грі сезону). 13 січня 2011 року Вашингтон оголосив про припинення виступів на професійному рівні через проблеми з гіперглікемією..

## Виступи за збірну
25 квітня 2001 року дебютував в офіційних матчах у складі національної збірної Бразилії в грі проти збірної Перу (1:1). Влітку того ж року у складі збірної був учасником Кубка конфедерацій 2001 року в Японії і Південній Кореї, на якому зіграв у всіх п'яти матчах і забив один гол у ворота Камеруну на груповому етапі, проте бразильці завершили турнір лише четвертими.
На початку 2002 року зіграв у трьох товариських матчах за збірну і забив один гол (у ворота Болівії), після чого перестав до неї викликатись. Всього протягом кар'єри у національній команді, яка тривала усього 2 роки, провів у формі головної команди країни 9 матчів, забивши 2 голи.

## Титули і досягнення

### Командні
- Чемпіон Японії (1): 2006
- Чемпіон Бразилії (1): 2010
- Володар Кубка Імператора Японії (1): 2006
- Володар Суперкубка Японії (2): 2005, 2006
- Переможець Ліги чемпіонів АФК (1): 2007

### Особисті
- Найкращий бомбардир Клубного чемпіонату світу (1): 2007
- Найкращий бомбардир чемпіонату Бразилії (2): 2004 (34 голи), 2008 (21 гол)
- Найкращий бомбардир чемпіонату Японії (1): 2006
- Найкращий бомбардир Кубка Бразилії (1): 2001
- Найкращий бомбардир чемпіонату штату Сан-Паулу (1): 2001
- Рекордсмен чемпіонату Бразилії за кількістю голів в одному сезоні: 34 голи